# 源経仲
源 経仲（みなもと の つねなか）は、平安時代後期の貴族・歌人。藤原北家小野宮流、権中納言・藤原経通の子。醍醐源氏、権中納言・源経房の猶子。官位は従五位下・常陸介。

## 経歴
白河朝にて、右衛門佐を経て、承暦元年（1077年）10月に出雲守に任ぜられると、早くも同年11月に任地で名所歌合を主催する。寛治5年（1091年）正月に媞子内親王が中宮に立てられると、経仲は皇后宮権亮に補せられる。この間、同年2月の『藤原宗通家歌合』、嘉保3年（1096年）5月の『中宮権大夫家歌合』（藤原能実主催）に参加。また、同月に行われた『左兵衛佐師時家歌合』では判者を務めた
のち、常陸介を務め、少なくとも康和5年（1103年）時点では高齢ながら生存している。

## 官歴
- 承暦元年（1077年） 9月24日：見前右衛門佐[要出典]。10月3日：出雲守[2]
- 永保元年（1081年） 8月26日：見出雲守[3]。日付不詳：辞出雲守[4]
- 寛治5年（1091年） 8月13日：見皇后宮権亮（中宮・媞子内親王）[5]
- 嘉保3年（1096年） 5月3日：見皇太后宮権亮[6]
- 康和5年（1103年） 2月3日：前常陸介[7]

## 系譜
『尊卑分脈』による。
- 父：藤原経通
- 母：源高雅の娘
- 猶父：源経房
- 妻：不詳
- 生母不明の子女
  - 男子：源俊兼
  - 男子：源経兼
  - 男子：源仲季
  - 男子：勝祐